# Agrotis arens
Agrotis arens là một loài bướm đêm trong họ Noctuidae.